# 424 Грація
424 Грація (424 Gratia) — астероїд головного поясу, відкритий 31 грудня 1896 року Огюстом Шарлуа у Ніцці.